# Jim Hoffmann
Jim Hoffmann (Kitchener, 2 ottobre 1962 – Kitchener, 18 gennaio 2024) è stato un hockeista su ghiaccio canadese naturalizzato tedesco.

## Biografia
Nella sua lunga carriera militò perlopiù nei campionati tedeschi. Nel massimo campionato tedesco (dapprima nella 1. Bundesliga, poi nella Deutsche Eishockey-Liga) vestì per sei stagioni la maglia del Kaufbeuren, mentre in seconda serie quelle di RSC Bremerhaven, Krefelder EV, nuovamente Kaufbeuren, EHC Neuwied e Grefrather EV, con cui chiuse la carriera.